# Osvald Schalin
Osvald Axel Bernhard Schalin född 21 februari 1897 i Malmö, död där 29 maj 1975, var en svensk bagare och målare.
Han var bror till Hartvig Schalin. Han studerade vid Skånska målarskolan i Malmö och privat för några lokala konstnärer. Han medverkade i samlingsutställningar med Skånes konstförening och var representerad i konstföreningen Vi:s utställning på Malmö rådhus. Hans konst består av stilleben och landskapsbilder med hamnmotiv och fiskebodar utförda i olja. Osvald Schalin är begravd på Östra kyrkogården i Malmö.  